# Тюльпан широкотычиночный
Тюльпан широкотычиночный (лат. Tulipa platystemon) — вид однодольных растений рода Тюльпан (Tulipa) семейства Лилейные (Liliaceae). Впервые описан российским ботаником Алексеем Ивановичем Введенским в 1935 году.

## Распространение
Эндемик Кыргызстана. Узкоареальный вид, известный из перевала Сары-Бия в Алайском хребте.

## Ботаническое описание
Луковичный геофит; ксерофитное, мезофитное, светолюбивое растение.
Многолетнее травянистое растение-эфемероид.
Луковица яйцевидная с красновато-коричневой оболочкой.
Стебель голый, высотой 17 см (с цветоножкой).
Листья отогнутые, голые, по 4 на растение; самый нижний из листьев линейно-ланцетной формы.
Цветков по 2 на растение; лепестки продолговато-ромбические, жёлтые, с внешней стороны с фиолетовым оттенком.
Плод — коробочка бурого или зелёного цвета.
Цветёт в июне.

## Значение
Выращивается как декоративное растение.

## Природоохранная ситуация
Тюльпан широкотычиночный занесён в Красную книгу Кыргызстана в статусе «VU» (уязвимый вид). Опасения вызывает хозяйственная деятельность человека (выпас скота, сбор на цветы, выкапывание луковиц). Численность местной популяции неизвестна, природоохранные мероприятия не разработаны.